# Amer Béton
Ne doit pas être confondu avec Amer Béton (film).
Amer Béton (鉄コン筋クリート, Tekkon kinkurīto) est un manga de Taiyō Matsumoto, publié entre 1993 et 1994 dans le magazine Big Comic Spirits puis compilé en trois tomes par Shōgakukan. La première édition française, en trois volumes, a été réalisée par Tonkam en 1996-1997, avant une réédition en un volume en 2007.
Amer Béton a été adapté au théâtre ainsi qu'au cinéma en un film d'animation réalisé par Michael Arias en 2006 et sorti en France le 2 mai 2007.

## Synopsis
Dans la ville fictive de Takara-machi (宝町, litt. « Trésor-ville »), l'histoire de deux enfants de la rue : le rusé et dur à cuire Kuro (クロ, Noiro – Noir dans le film) et le petit Shiro (シロ, Blanko – Blanc dans le film). Ces deux orphelins se sont donné comme mission de protéger leur quartier. Surnommé les « Chats », Neko, leur réputation a traversé la ville. C'est pourquoi lorsque des yakuza entreprennent de faire du quartier un lieu pour leurs affaires, les deux protagonistes décident de leur déclarer la guerre. Le « Serpent », Hebi, chargé par les yakuza de mener le projet à bien, est décidé de commencer par éliminer les deux orphelins.

## Titre de l'œuvre
Le titre Tekkon kinkurīto (鉄コン筋クリート, orthographié Tekkon kinkreet en dehors du Japon) est une anagramme de « tekkin concrete » (鉄筋コンクリート, tekkin konkurīto, qui signifie « béton armé »). Ce jeu de mots viendrait du fait que lorsqu'il était enfant, Taiyō Matsumoto n'était pas capable de prononcer le mot correctement et intervertissait les deux syllabes « kin » et « kon »[réf. nécessaire]. On retrouve cette anagramme dans le titre français, où « armé » devient « amer ».

## Manga
Édité en version française par Tonkam :
- Version en trois tomes publiés de mars 1996 à mars 1997 ;
- Version intégrale depuis 2007 : Taiyou Matsumoto (trad. du japonais par Hiroshi Takahashi), Amer Béton [« Tekkon kinkurīto »], Paris, Éditions Tonkam, coll. « Découverte », août 2009 (1re éd. 2007), 626 p., Broché - 150x210 (ISBN 978-2-7595-0007-9, présentation en ligne).

## Prix et récompenses
- 2008 : Prix Eisner de la meilleure édition américaine d'une œuvre internationale (Japon)

### Documentation
- Xavier Guilbert, « Amer Béton », dans L'Indispensable no 2, octobre 1998, p. 17-19.
- Paul Gravett (dir.), « De 1990 à 1999 : Amer Béton », dans Les 1001 BD qu'il faut avoir lues dans sa vie, Flammarion, 2012 (ISBN 2081277735), p. 634.